# Gran Premio San Giuseppe 2013
Il Gran Premio San Giuseppe 2013, cinquantatreesima edizione della corsa e valida come evento dell'UCI Europe Tour 2013 categoria 1.2, si svolse il 17 marzo 2013 su un percorso di 167 km. Fu vinta dall'italiano Luca Chirico che giunse al traguardo con il tempo di 4h22'30", alla media di 38,17 km/h.
Al traguardo 39 ciclisti portarono a termine il percorso.

## Ordine d'arrivo (Top 10)
| Pos. | Corridore          | Squadra        | Tempo    |
| ---- | ------------------ | -------------- | -------- |
| 1    | Luca Chirico       | Trevigiani     | 4h22'30" |
| 2    | Paolo Colonna      | Colpack        | s.t.     |
| 3    | Luca Benedetti     | Bedogni        | s.t.     |
| 4    | Alessandro Tonelli | Zalf-Désirée   | s.t.     |
| 5    | Davide Orrico      | Colpack        | s.t.     |
| 6    | Jarno Gmelich      | AVC Aix-en-Pr. | s.t.     |
| 7    | Evgenij Šalunov    | Lokosphinx     | s.t.     |
| 8    | Marlen Zmorka      | Maiet          | s.t.     |
| 9    | Lukas Pöstlberger  | Gourmetfein    | a 30"    |
| 10   | Andrea Zordan      | Zalf-Désirée   | a 50"    |